# Esmeralda (film)
Esmeralda byl francouzský němý film z roku 1905. Režiséry byli Alice Guy (1873–1968) a Victorin-Hippolyte Jasset (1862–1913). Film trval zhruba 10 minut a premiéru měl v prosinci 1905. Film je považován za ztracený.
Jedná se o první filmovou adaptaci románu Chrám Matky Boží v Paříži (1831) od Victora Huga (1802–1885).

## Obsazení
| Denise Becker | Esmeralda |
| Henry Vorins  | Quasimodo |